# Альт, Рудольф фон
Рудольф фон Альт (нем. Rudolf von Alt; 28 августа 1812[…], Вена — 12 марта 1905[…], Вена) — австрийский художник-акварелист.

## Биография
Родился в Вене в семье литографа Якоба Альта. Младший брат Франц Альт (1821—1914) также стал художником. В 1889 году Рудольф Альт был возведён в дворянское сословие и соответствующее право на использование приставки «фон» к фамилии.
Рудольф Альт обучался живописи сначала у отца, признанного художника-акварелиста, а затем с 1828 года — в Венской академии изобразительных искусств. Путешествовал с отцом. После поездки в Верхнюю Италию (1833) Рудольф Альт посвятил себя архитектурно-перспективной живописи. Он писал пейзажи Венеции, Неаполя, Вены, Альп, городов Ломбардии, Богемии, Галиции, Далмации, Баварии и Дунайской области до Пешта, а также России. В 1863 году он отправился в Крым, а в 1867 году совершил путешествие на Сицилию.
В 1897 году по просьбе своих друзей-художников Рудольф фон Альт возглавил Венский cецессион. Он также издавал ежемесячный альманах Ver Sacrum. Большинство картин Рудольфа фон Альта хранится в различных музеях Вены. В 2005—2006 годах в венской галерее Альбертина прошла ретроспективная выставка его произведений.